# Heinz Habermann
Heinz Habermann (* 22. August 1938 in Großfischlingen; † 18. Juni 2022 in Darmstadt-Eberstadt) war ein deutscher Kunsterzieher, Designer, Hochschullehrer, Sachbuchautor und Heimatforscher.

## Leben und Werk
Heinz Habermann wurde im Jahre 1938 in Großfischlingen geboren. Er studierte in Saarbrücken, Paris und Berlin Kunsterziehung. Danach war er drei Jahre lang Assistent bei Oskar Holweck in Saarbrücken. Ab dem Jahre 1967 lehrte er "Grundlagen der Gestaltung" an der Werkkunstschule (WKS) in Darmstadt.
Habermann lehrte Bildhauerei, Formgebung, Fotografie, Grafik und Innenarchitektur bis zu seiner Emeritierung im Jahre 2003 am Fachbereich Gestaltung der Hochschule Darmstadt.
Der Schwerpunkt seiner Lehre lag auf den Studienrichtungen Industriedesign und Kommunikationsdesign. Von 1971 bis zum Wintersemester 1984/1985 war er Dekan des Fachbereichs Gestaltung.
Daneben betätigte sich der emeritierte Professor als Heimatforscher.

## Werke (Auswahl)
- Heinz Habermann: Kompendium des Industrie-Design, Springer Verlag, Berlin, 2012, ISBN 978-3-642-62876-4.
- Heinz Habermann: Grundlagen der Gestaltung, Cuvillier Verlag, Göttingen, 2015, ISBN 978-3-95404-992-9.
- Heinz Habermann: Großfischlingen, Cuvillier Verlag, Göttingen, 2017, ISBN 978-3-7369-9496-6.